# Takenori Yokoyama
Takenori Yokoyama (jap. 横山武典 Yokoyama Takenori; ur. 19 września 1973) - japoński zapaśnik walczący w stylu wolnym. Brązowy medalista na mistrzostwach Azji w 2000 i piąty w 2001 roku.